# Герб Підволочиського району
Герб Підволочиського району — офіційний символ Підволочиського району, затверджений 20 квітня 2005 р. рішенням сесії районної ради.

## Опис
На лазуровому полі золотий янгол з піднятою правицею. Щит облямований декоративним картушем, прикрашеним червоною калиною й обвитим синьо-жовтою стрічкою, у верхній частині якої розташований золотий тризуб, а в нижній — золотий напис «Підволочиський район». За щитом у нижній половині картуша покладені навхрест шабля і дві піки справа та булава і дві піки зліва.